# Общество польско-советской дружбы

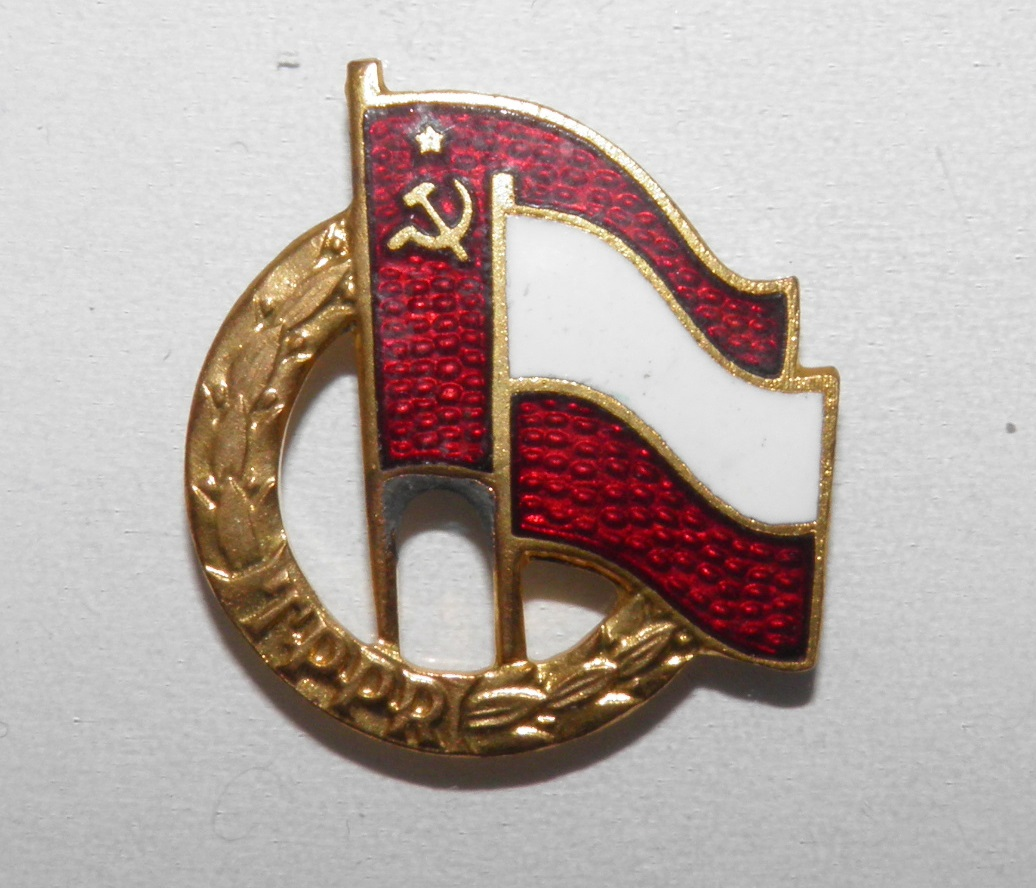
Значок члена Общества польско-советской дружбы

Общество польско-советской дружбы (пол. Towarzystwo Przyjaźni Polsko-Radzieckiej, TPPR) — общественная организация, действовавшая в Польше с 1944 по 1991 год.

## История
Общество польско-советской дружбы было основано в 1944 году. Целью общества было укрепление отношений между Польской Народной Республикой и СССР. В своей деятельности Общество польско-советской дружбы пропагандировало достижения советской власти, праздновало ежегодную годовщину Октябрьской революции, организовывало поездки в Советский Союз, фестивали советских песен, программы обмена и продвигало советскую культуру среди польского населения.
Первым президентом Общества польско-советской дружбы был выбран польский журналист и депутат Крайовой Рады Народовой Юзеф Васовский.
До 1980-х годов в Обществе польско-советской дружбы состояло около 3 миллионов человек. В 1991 году Общество польско-советской дружбы было преобразовано в Общество польско-российской дружбы.
Общество награждало польских деятелей, сыгравших значительную роль в развитии отношений между Польской Народной Республикой и СССР собственной медалью «За заслуги в укреплении Польско-советской дружбы», которая имела три степени: золотая, серебряная и бронзовая. 17 ноября 1989 года в штаб-квартире Общества польско-советской дружбы состоялось последнее награждение группы польских деятелей медалью «Заслуженный деятель TPPR» за деятельность по развитию польско-советской дружбы. Среди награждённых были бригадные генералы Войска Польского Зигмунт Гуща, Францишек Цимбаревич, Тадеуш Валиховский, Ян Рачковский, Ян Шидляк, деятели ПОРП Владислав Кручек, Игнацы Лога-Совинский, Ядвига Локкай и писатель Юзеф Озга-Михальский.
За выдающиеся заслуги в деле укрепления дружбы между польским и советским народами ежегодно вручалась премия имени В. Л. Василевской.
Общество польско-советской дружбы издавало ежемесячный журнал «Przyjaźń» (Дружба) и еженедельник «Kraj Rad» (Страна Советов), которые печатались в печатном агентстве «Nowosti dla Polaków».
В период противостояния ПОРП с независимым профсоюзом Солидарность в 1980-х общество причислялось к структурам «партийного бетона», сотрудничало с Ассоциацией «Реальность».

## Президенты
- Юзеф Васовский (1944—1945)
- Генрик Святковский (1945—1950)
- Эдвард Охаб (1950—1952)
- Юзеф Циранкевич (1952—1955)
- Стефан Игнар (1955—1957)
- Чеслав Выцех (1957—1974)
- Ян Шидляк (1974—1980)
- Станислав Вронский (1980—1987)
- Генрик Беднарский (1987—1991)